# Armorial de la maison d'Oldenbourg
- il comporte peu ou pas de sources.

Cette page donne les armoiries (figures et blasonnements) des nobles issus de la Maison d'Oldenbourg.

## Branche ainée de laMaison d'Oldenbourg
| Figure | Nom du prince et blasonnement |
|        | Christian Ier (1143-1167), comte d'Oldenbourg D'or, à deux fasces de gueules. |
|        | Othon II (mort en 1304), comte de Delmenhorst D'azur, à la croix pattée, au pied fiché, d'or. |
|        | Thierry 1er (1390-1440), comte d'Oldenbourg et de Delmenhorst de 1423 à 1440. Écartelé en 1 et 4, d'or à deux fasces de gueules (de Oldenbourg) et en 2 et 3, d'azur, à la croix pattée, au pied fiché d'or (de Delmenhorst). |
|        | Christian Ier de Danemark (1426-1481), comte d'Oldenbourg de 1440 à 1449 puis Roi de Danemark (1448-1481), roi de Norvège (1450-1481) et roi de Suède (1457-1464), Écartelé : à la croix pattée d'argent bordée de gueules, qui est le Danebrog, cantonnée en I, d'or, à neuf cœurs de gueules, posés en trois pals, à trois lions léopardés d'azur, armés et lampassés de gueules, couronnés du champ, brochant sur-le-tout (de Danemark) ; en II, d'azur, à trois couronnes d'or (de Suède moderne) ; en III, de gueules, au lion couronné d'or, tenant dans ses pattes une hache danoise d'argent, emmanchée du second (de Norvège ancien) ; en IV, de gueules au dragon d'or (du Royaume des Vandales) ; sur-le-tout écartelé : 1 et 4, d'or, à deux lions léopardés d'azur, armés et lampassés de gueules (de Schleswig) ; 2 et 3, de gueules, à la feuille d'ortie d'argent (de Holstein) ; sur-le-tout-du-tout, d'or à deux fasces de gueules (de Oldenbourg). |
|        | Gérard VI (1430-1500), comte d'Oldenbourg et de Delmenhorst de 1450 à 1483. Ecartelé en 1 et 4, d'or à deux fasces de gueules (de Oldenbourg) et en 2 et 3, d'azur, à la croix pattée, au pied fiché d'or (de Delmenhorst). |
|        | Frédéric Ier de Danemark (1471-1533), Roi de Danemark et de Norvège (1523-1533) : Écartelé : à la croix pattée d'argent bordée de gueules, qui est le Danebrog, cantonnée en I et IV, d'or, à neuf cœurs de gueules, posés en trois pals, à trois lions léopardés d'azur, armés et lampassés de gueules, couronnés du champ, brochant sur-le-tout (de Danemark) ; en II, de gueules, au lion couronné d'or, tenant dans ses pattes une hache danoise d'argent, emmanchée du second (de Norvège ancien) ; en III, , de gueules au dragon d'or (du Royaume des Vandales) ; sur-le-tout écartelé : 1 et 4, d'or, à deux lions léopardés d'azur, armés et lampassés de gueules (de Schleswig) ; en 2, de gueules, à la feuille d'ortie d'argent (de Holstein) ; en 3, de gueules, au cygne d'argent, becqué, membré et colleté d'une couronne d'or (Stormarn) ; sur-le-tout-du-tout, d'or à deux fasces de gueules (de Oldenbourg). |
|        | Christian III de Danemark (1503-1559), Roi de Danemark et Roi de Norvège (1534-1559), duc d'Holstein et de Schleswig de 1523 à 1533. Écartelé : à la croix pattée d'argent bordée de gueules, qui est le Danebrog, cantonnée en I, d'or, à neuf cœurs de gueules, posés en trois pals, à trois lions léopardés d'azur, armés et lampassés de gueules, couronnés du champ, brochant sur-le-tout (de Danemark) ; en II, de gueules, au lion couronné d'or, tenant dans ses pattes une hache danoise d'argent, emmanchée du second (de Norvège ancien) ; en III, d'azur, à trois couronnes d'or (de Suède moderne) ; en IV, d'or au lion léopardé d'azur soutenu de neuf cœurs de gueules ordonnés 5 et 4 (du Royaume des Goths) ; sur-le-tout écartelé : 1, d'or, à deux lions léopardés d'azur, armés et lampassés de gueules (de Schleswig) ; 2 de gueules, à la feuille d'ortie d'argent (de Holstein) ; 3 de gueules, au cygne d'argent, becqué, membré et colleté d'une couronne d'or (Stormarn) ; 4 d'or à deux fasces de gueules (de Oldenbourg) |
|        | Frédéric II de Danemark (1534-1588), Roi de Danemark et Roi de Norvège (1559-1588), Écartelé : à la croix pattée d'argent bordée de gueules, qui est le Danebrog, cantonnée en I, d'or, à neuf cœurs de gueules, posés en trois pals, à trois lions léopardés d'azur, armés et lampassés de gueules, couronnés du champ, brochant sur-le-tout (de Danemark) ; en II, de gueules, au lion couronné d'or, tenant dans ses pattes une hache danoise d'argent, emmanchée du second (de Norvège ancien) ; en III, d'or au lion léopardé d'azur soutenu de neuf cœurs de gueules ordonnés 5 et 4 (du Royaume des Goths) ; en IV, de gueules au dragon d'or (du Royaume des Vandales) ; en V, d'azur, à trois couronnes d'or (de Suède moderne) ; en VI, de gueules l'agneau pascal d'argent, portant une hampe croisetée d'or en barre de laquelle pend une bannière aussi d'argent chargée d'une croix de gueules (de Gotland ancien) ; en VII, d'or, à deux lions léopardés d'azur, armés et lampassés de gueules (de Schleswig) ; en VIII, de gueules à la morue d'argent surmonté d'une couronne d'or (de l'Islande) ; en IX, de gueules, à la feuille d'ortie d'argent (de Holstein) ; en X, de gueules, au cygne d'argent, becqué, membré et colleté d'une couronne d'or (Stormarn) ; en XI, d'or à deux fasces de gueules (de Oldenbourg) ; en XII, 'azur, à la croix pattée, au pied fiché d'or (de Delmenhorst) sur le tout de gueules, au cavalier d'or armé d'argent (Dithmarse). |
|        | Frédéric IV de Danemark (1671-1730), Roi de Danemark et Roi de Norvège (1699-1730), Écartelé : à la croix pattée d'argent bordée de gueules, qui est le Danebrog, cantonnée en I, d'or, à neuf cœurs de gueules, posés en trois pals, à trois lions léopardés d'azur, armés et lampassés de gueules, couronnés du champ, brochant sur-le-tout (de Danemark) ; en II, de gueules, au lion couronné d'or, tenant dans ses pattes une hache danoise d'argent, emmanchée du second (de Norvège ancien) ; en III, coupé d'azur, à trois couronnes d'or (de Suède moderne) et d'or, à deux lions léopardés d'azur, armés et lampassés de gueules (de Schleswig) ; en IV, coupé d'or au lion léopardé d'azur soutenu de neuf cœurs de gueules ordonnés 5 et 4 (du Royaume des Goths) et de gueules au dragon d'or (du Royaume des Vandales) ; sur-le-tout parti de gueules, à la feuille d'ortie d'argent (de Holstein) et de gueules, au cygne d'argent, becqué, membré et colleté d'une couronne d'or (Stormarn), enté en pointe de gueules, au cavalier armé d'argent (Dithmarse) ; sur-le-tout-du-tout parti d'or à deux fasces de gueules (de Oldenbourg) et d'azur, à la croix pattée, au pied fiché d'or (de Delmenhorst) |
|        | Frédéric VI de Danemark (1768-1839), Roi de Danemark (1808-1839), Roi de Norvège (1808-1814), Écartelé : à la croix pattée d'argent bordée de gueules, qui est le Danebrog, cantonnée en I, d'or, à neuf cœurs de gueules, posés en trois pals, à trois lions léopardés d'azur, armés et lampassés de gueules, couronnés du champ, brochant sur-le-tout (de Danemark) ; en II, d'or, à deux lions léopardés d'azur, armés et lampassés de gueules (de Schleswig) ; en III, coupé : À d'azur, à trois couronnes d'or (de Suède moderne) et B coupé de gueules à une peau de morue d'argent tenue en pal par une traverse de sable, le tout couronné d'or et coupé d'azur à un bélier d'argent passant lampassé de gueules et armé d'or (des Îles Féroé), et d'azur à un ours polaire d'argent armé du premier (de Groenland) ; en IV, coupé d'or au lion léopardé d'azur soutenu de neuf cœurs de gueules ordonnés 5 et 4 (du Royaume des Goths) et de gueules au dragon d'or (du Royaume des Vandales) ; sur-le-tout écartelé au 1 de gueules, à la feuille d'ortie d'argent (de Holstein) au 2 de gueules, au cygne d'argent, becqué, membré et colleté d'une couronne d'or (Stormarn), au 3 de gueules, au cavalier armé d'argent (Dithmarse), au 4 de gueules à la tête de cheval coupée d'or (de Lauenbourg) ; sur-le-tout-du-tout parti d'or à deux fasces de gueules (de Oldenbourg) et d'azur, à la croix pattée, au pied fiché d'or (de Delmenhorst)                           |
|        | Christian VIII de Danemark (1786-1848), Roi de Danemark (1839-1863) et Roi de Norvège (1814), Écartelé : à la croix pattée d'argent bordée de gueules, qui est le Danebrog, cantonnée en I, d'or, à neuf cœurs de gueules, posés en trois pals, à trois lions léopardés d'azur, armés et lampassés de gueules, couronnés du champ, brochant sur-le-tout (de Danemark) ; en II, d'or, à deux lions léopardés d'azur, armés et lampassés de gueules (de Schleswig) ; en III, coupé : À d'azur, à trois couronnes d'or (de Suède moderne) et B coupé de gueules à une peau de morue d'argent tenue en pal par une traverse de sable, le tout couronné d'or et coupé d'azur à un bélier d'argent passant lampassé de gueules et armé d'or (des Îles Féroé), et d'azur à un ours polaire d'argent armé du premier (de Groenland) ; en IV, coupé d'or au lion léopardé d'azur soutenu de neuf cœurs de gueules ordonnés 5 et 4 (du Royaume des Goths) et de gueules au dragon d'or (du Royaume des Vandales) ; sur-le-tout écartelé au 1 de gueules, à la feuille d'ortie d'argent (de Holstein) au 2 de gueules, au cygne d'argent, becqué, membré et colleté d'une couronne d'or (Stormarn), au 3 de gueules, au cavalier armé d'argent (Dithmarse), au 4 de gueules à la tête de cheval coupée d'or (de Lauenbourg) ; sur-le-tout-du-tout parti d'or à deux fasces de gueules (de Oldenbourg) et d'azur, à la croix pattée, au pied fiché d'or (de Delmenhorst)                           |

## Branche de (Oldenbourg)-Schleswig-Holstein-Gottorp
| Figure | Nom du prince et blasonnement |
|        | Adolphe de Holstein-Gottorp (1526-1586), duc de Schleswig et duc de Schleswig-Holstein-Gottorp (1544-1586) Ecartelé : 1, de gueules, au lion couronné d'or, tenant dans ses pattes une hache danoise d'argent, emmanchée du second (de Norvège ancien) ; 2, d'or, à deux lions léopardés d'azur, armés et lampassés de gueules (de Schleswig) ; 3, de gueules, à la feuille d'ortie d'argent (de Holstein) ; 4, de gueules, au cygne d'argent, becqué, membré et colleté d'une couronne d'or (de Stormarn) ; enté en pointe de gueules, au cavalier armé d'argent (de Dithmarse) ; sur-le-tout, écartelé d'or à deux fasces de gueules (de Oldenbourg) et d'azur, à la croix pattée, au pied fiché d'or (de Delmenhorst). |
|        | Adolphe Frédéric de Holstein-Gottorp (1710-1771), prince-évêque de Lübeck (1727-1750), roi de Suède (Adolphe Frédéric de Suède) (1751-1771) Écartelé : à la croix pattée d'or, qui est la Croix de Saint Éric, cantonnée en 1 et 4, d'azur, à trois couronnes d'or (de Suède moderne), en 2 et 3, d'azur, à trois barres ondées d'argent, au lion couronné d'or, brochant sur le tout (de Suède ancien) ; sur-le-tout écartelé : 1, de gueules, au lion couronné d'or, tenant dans ses pattes une hache danoise d'argent, emmanchée du second (de Norvège ancien) ; 2, d'or, à deux lions léopardés d'azur, armés et lampassés de gueules (de Schleswig) ; 3, de gueules, à la feuille d'ortie d'argent (de Holstein) ; 4, de gueules, au cygne d'argent, becqué, membré et colleté d'une couronne d'or (de Stormarn ; enté en pointe de gueules, au cavalier armé d'argent (de Dithmarse) ; sur-le-tout-du-tout, écartelé d'or à deux fasces de gueules (de Oldenbourg) et d'azur, à la croix pattée, au pied fiché d'or (de Delmenhorst). |
|        | Charles de Holstein-Gottorp (1748-1818), roi de Suède (Charles XIII de Suède) (1819 à 1818), roi de Norvège (1814-1818), Au pairle patté d'or, cantonné en chef d'azur, à trois couronnes d'or (de Suède moderne), à dextre de gueules, au lion couronné d'or, tenant dans ses pattes une hallebarde d'argent, emmanchée du second et à sénestre d'azur, à trois barres ondées d'argent, au lion couronné d'or, brochant sur le tout (de Suède ancien), sur-le-tout écartelé : 1, de gueules, à la feuille d'ortie d'argent (de Holstein) ; 2, d'or, à deux lions léopardés d'azur, armés et lampassés de gueules (de Schleswig) ; 3, de gueules, au cygne d'argent, becqué, membré et colleté d'une couronne d'or (de Stormarn) ; 4, de gueules, au cavalier armé d'argent (de Dithmarse) ; sur-le-tout-du-tout, écartelé d'or à deux fasces de gueules (de Oldenbourg) et d'azur, à la croix pattée, au pied fiché d'or (de Delmenhorst)..                                                                                                |

### Rameau desGrands-Ducs d'Oldenbourg
| Figure | Nom du prince et blasonnement |
|        | Pierre Frédéric Louis d'Oldenbourg (1755-1829), duc d'Oldenbourg (Pierre Ier d'Oldenbourg), prince de Birkenfeld, Écartelé : 1, d'or à deux fasces de gueules (de Oldenbourg) ; 2, d'azur, à la croix pattée, au pied fiché d'or (de Delmenhorst) ; 3, d'azur, à la mitre et à la croix d'or (de la Principauté de Lübeck); 4, échiqueté de gueules et d'argent (de Birkenfeld) ; enté en pointe d'azur, au lion d'or, armé et lampassé de gueules (de Jever),. |
|        | Grandes armes du Grand-duché d'Oldenbourg, Parti de un et coupé de deux : 1, de gueules, au lion couronné d'or, tenant dans ses pattes une hache danoise d'argent, emmanchée du second (de Norvège ancien) ; 2, d'or, à deux lions léopardés d'azur, armés et lampassés de gueules (de Schleswig) ; 3, de gueules, à la feuille d'ortie d'argent (de Holstein) ; 4, de gueules, au cygne d'argent, becqué, membré et colleté d'une couronne d'or (de Stormarn) ; 5, de gueules, au cavalier armé d'argent (de Dithmarse) ; 6, d'or au lion de sable armé et lampassé de gueules et couronné d'or (de Kniphausen) ; sur-le-tout écartelé : 1, d'or à deux fasces de gueules (de Oldenbourg) ; 2, d'azur, à la croix pattée, au pied fiché d'or (de Delmenhorst) ; 3,d'azur, à la mitre et à la croix d'or (de la Principauté de Lübeck); 4, échiqueté de gueules et d'argent (de Birkenfeld) ; enté en pointe d'azur, au lion d'or, armé et lampassé de gueules (de Jever). |

### RameauSchleswig-Holstein-Gottorp-Russie,ditRomanov
| Figure | Nom du prince et blasonnement |
|        | Charles Peter Ulrich de Holstein-Gottorp (1728-1762), empereur de Russie (5 janvier 1762-9 juillet 1762) (Pierre III de Russie), duc de Holstein-Gottorp (1739-1762). Accolé : D'or à l'aigle bicéphale de sable, becquée et membrée d'or, languée de gueules, chaque tête surmontée d'une couronne fermée du champ, l'aigle surmontée à son tour d'une troisième couronne fermée du champ et tenant un sceptre du champ dans la patte dextre et un orbe d'azur cerclé d'or dans la patte sénestre ; l'aigle chargée en cœur d'un écusson de gueules représentant Saint Georges terrassant la Dragon, sur son destrier d'argent contourné (de la Moscovie) et parti de un et coupé de deux : 1, de gueules, au lion couronné d'or, tenant dans ses pattes une hache danoise d'argent, emmanchée du second (de Norvège ancien) ; 2, de gueules, à la feuille d'ortie d'argent (de Holstein) ; 3, de gueules, au cygne d'argent, becqué, membré et colleté d'une couronne d'or (de Stormarn) ; 4, de gueules, au cavalier armé d'argent (de Dithmarse) ; 5, d'or à deux fasces de gueules (de Oldenbourg) ; 6, coupé d'azur, à la croix pattée, au pied fiché d'or (de Delmenhorst) et d'or ; sur-le-tout : d'or, à deux lions léopardés d'azur, armés et lampassés de gueules (de Schleswig),. |
|        | Pavel Petrovitch Romanov-Holstein-Gottorp (1754-1801), empereur de Russie (17 novembre 1796-23 mars 1801) (Paul Ier de Russie), 72e grand maître de facto de l'ordre de Saint-Jean de Jérusalem (1798-1801). |
|        | Alexandre Niklaievitch Romanov-Holstein-Gottorp, dit Le Libérateur (1818-1881), empereur de Russie, Grand-duc de Finlande et roi de Pologne (1855-1881) (D'or) à l'aigle bicéphale de sable, becquée et membrée d'or, languée de gueules, chaque tête surmontée d'une couronne fermée du champ, l'aigle surmontée à son tour d'une troisième couronne fermée du champ et tenant un sceptre du champ dans la patte dextre et un orbe d'azur cerclé d'or dans la patte sénestre ; l'aigle chargée en cœur d'un écusson de gueules représentant Saint Georges terrassant la Dragon, sur son destrier d'argent (de la Moscovie). |
|        | Maria Nikolaïevna de Russie, (1819-1876), sœur d'Alexandre II, grand-duchesse de Russie (en), duchesse de Leuchtenberg, princesse d'Eichstätt. Parties au premier d'or à l'aigle impériale de Russie chargée sur la poitrine de l'écartelé de Leuchtenberg, d'Eichstadt, de sinople à l'épée d'argent garnie d'or accompagnée de sept étoiles du dernier, de Beauharnais, sur le tout d'azur à la couronne fermée d'or, l'écartelé couronné d'un bonnet princier au naturel, et au second d'or à l'aigle impériale de Russie, chargé sur la poitrine d'un écu de Moscovie entouré du collier de l'ordre du Saint-Apôtre André le premier appelé, et sur les ailes de ceux des tsarats de Kazan, d'Astrakhan, de Pologne, de Sibérie et de Tauride, du royaume de Géorgie, des grands-duchés de Kiev, Vladimir et Novgorod et de celui de Finlande. |
|        | Constantin Nikolaïevitch de Russie, (1827-1892), frère d'Alexandre II, grand-duc de Russie (en), amiral. Aux armes des frères et fils cadets de l'empereur, avec deux ancres en sautoir derrière l'écu Armes alternatives (1858): D'azur à une flèche et une ancre d'argent posées en sautoir sous une étoile d'or, le tout à la bordure d'argent chargée de huit roses de gueules boutonnées d'or. L'écu est surmonté du heaume du Saint prince Alexandre Nevski et cimé de l'aigle impériale de Russie, avec l'écu de Moscovie entouré du collier de l'ordre du Saint Apôtre André le premier appelé sur la poitrine et des tsarats de Kazan, d'Astrakhan, de Pologne, de Sibérie, de Tauride, de Géorgie, des grands-duchés de Kiev, Vladimir et Novgorod et de celui de Finlande sur les ailes. Le tout à la devise "прямо, и верно" (droit et vrai) en lettres d'or sur une couronne de rue de sinople. L'ancre évoque son statut d'amiral, la devise "прямо, и верно" (en cyrillique ancien), traduction du "Treu und Glauben" saxon sur la couronne de rue (de) de sinople est un hommage à sa femme Alexandra de Saxe-Altenbourg. |
|        | Nicolas Nikolaïevitch de Russie, (1831-1891), frère d'Alexandre II, grand-duc de Russie (en), inspecteur général du génie militaire. Aux armes des frères et fils cadets de l'empereur, avec deux haches en sautoir derrière l'écu . Armes alternatives (1858): D'azur à deux haches d'or passées en sautoir dans une couronne de roses d'argent boutonnées de gueules, le tout à la bordure de sable à huit têtes de lion alternées d'or et d'argent. L'écu est surmonté du heaume du Saint prince Alexandre Nevski sur lequel est inscrit la devise "Съ нами богь" (Dieu est avec nous) et cimé de l'aigle impériale de Russie, avec l'écu de Moscovie entouré du collier de l'ordre du Saint Apôtre André le premier appelé sur la poitrine et des tsarats de Kazan, d'Astrakhan, de Pologne, de Sibérie, de Tauride, de Géorgie, des grands-duchés de Kiev, Vladimir et Novgorod et de celui de Finlande sur les ailes. . Les deux haches évoquent ses fonctions d'inspecteur général du génie |
|        | Michel Nikolaïevitch de Russie, (1832-1909), frère d'Alexandre II, grand-duc de Russie (en), maréchal. Aux armes des frères et fils cadets de l'empereur, avec deux canons en sautoir derrière l'écu Armes alternatives (1858): D'argent au griffon de gueules tenant une épée de même et une rondache d'or à la bande de gueules, le tout à la bordure de sable à huit têtes de lion alternées d'or et d'argent. L'écu est surmonté du heaume du Saint prince Alexandre Nevski sur lequel est inscrit la devise "Съ нами богь" (Dieu est avec nous) et cimé de l'aigle impériale de Russie, avec l'écu de Moscovie entouré du collier de l'ordre du Saint Apôtre André le premier appelé sur la poitrine et des tsarats de Kazan, d'Astrakhan, de Pologne, de Sibérie, de Tauride, de Géorgie, des grands-duchés de Kiev, Vladimir et Novgorod et de celui de Finlande sur les ailes. . Il s'agit des armes des Romanov, avec la bande de la maison de bade sur la rondache, en hommage à sa femme Cécile de Bade. |

## Branche deSchleswig-Holstein-Sonderbourg-Glücksbourg
| Figure | Identité du prince et blasonnement |
|        | Christian IX de Danemark (1818-1906), roi de Danemark (1863-1906). Écartelé : à la croix pattée d'argent bordée de gueules, qui est le Danebrog, cantonnée en I, d'or, à neuf cœurs de gueules, posés en trois pals, à trois lions léopardés d'azur, armés et lampassés de gueules, couronnés du champ, brochant sur-le-tout (Danemark) ; en II, d'or, à deux lions léopardés d'azur, armés et lampassés de gueules (Schleswig) ; en III, coupé : au 1 d'azur, à trois couronnes d'or (Suède moderne) et au 2 parti de gueules à une peau de morue d'argent tenue en pal par une traverse de sable, le tout couronné d'or et coupé d'azur (Islande ancien) à un bélier d'argent passant lampassé de gueules et armé d'or et d'azur à un ours polaire passant d'argent armé du premier ; en IV, coupé d'or au lion léopardé d'azur soutenu de neuf cœurs de gueules ordonnés 5 et 4 (royaume des Goths) et de gueules au dragon d'or (royaume des Vandales) ; sur-le-tout écartelé au 1 de gueules, à la feuille d'ortie d'argent (Holstein) au 2 de gueules, au cygne d'argent, becqué, membré et colleté d'une couronne d'or (Stormarn), au 3 de gueules, au cavalier armé d'argent (Dithmarse), au 4 de gueules à la tête de cheval coupée d'or (Lauenbourg) ; sur-le-tout-du-tout parti d'or à deux fasces de gueules (Oldenbourg) et d'azur, à la croix pattée, au pied fiché d'or (Delmenhorst) |
|        | Alexandra de Danemark (1844-1925), princesse de Danemark, reine du Royaume-Uni en tant qu'épouse d'Édouard VII (1901–1910). Parti : au I écartelé, au 1 et 4 de gueules à trois léopards d'or armés et lampassés d'azur (Angleterre) ; au 2 d'or, au lion de gueules, au double trescheur fleuronné et contre-fleuronné du même (Écosse) ; au 3 d'azur, à la harpe d'or, cordée d'argent (Irlande) ; au II écartelé, à la croix pattée d'argent bordée de gueules, qui est le Danebrog, cantonnée en 1, d'or, à neuf cœurs de gueules, posés en trois pals, à trois lions léopardés d'azur, armés et lampassés de gueules, couronnés du champ, brochant sur-le-tout (Danemark) ; en 2, d'or, à deux lions léopardés d'azur, armés et lampassés de gueules (Schleswig) ; en 3, coupé : au A d'azur, à trois couronnes d'or (Suède moderne) et au B parti de gueules à une peau de morue d'argent tenue en pal par une traverse de sable, le tout couronné d'or et coupé d'azur (Islande ancien) à un bélier d'argent passant lampassé de gueules et armé d'or et d'azur à un ours polaire passant d'argent armé du premier ; en 4, coupé d'or au lion léopardé d'azur soutenu de neuf cœurs de gueules ordonnés 5 et 4 (royaume des Goths) et de gueules au dragon d'or (royaume des Vandales) ; sur-le-tout écartelé au 1 de gueules, à la feuille d'ortie d'argent (Holstein) au 2 de gueules, au cygne d'argent, becqué, membré et colleté d'une couronne d'or (Stormarn), au 3 de gueules, au cavalier armé d'argent (Dithmarse), au 4 de gueules à la tête de cheval coupée d'or (Lauenbourg) ; sur-le-tout-du-tout parti d'or à deux fasces de gueules (Oldenbourg) et d'azur, à la croix pattée, au pied fiché d'or (Delmenhorst). |
|        | Christian X de Danemark (1870-1947), roi de Danemark (1912-1947) et d'Islande (1918-1944). Écartelé : à la croix pattée d'argent bordée de gueules, qui est le Danebrog, cantonnée en 1, d'or, à neuf cœurs de gueules, posés en trois pals, à trois lions léopardés d'azur, armés et lampassés de gueules, couronnés du champ, brochant sur-le-tout (Danemark) ; en 2, d'or, à deux lions léopardés d'azur, armés et lampassés de gueules (Schleswig) ; en 3, coupé : au A d'azur, à trois couronnes d'or (Suède moderne) et au B parti d'azur à l'aigle d'argent tarée de profil (Islande moderne) et coupé d'azur à un bélier d'argent passant lampassé de gueules et armé d'or et d'azur à un ours polaire passant d'argent armé du premier ; en 4, coupé d'or au lion léopardé d'azur soutenu de neuf cœurs de gueules ordonnés 5 et 4 (royaume des Goths) et de gueules au dragon d'or (royaume des Vandales) ; sur-le-tout écartelé au 1 de gueules, à la feuille d'ortie d'argent (de Holstein) au 2 de gueules, au cygne d'argent, becqué, membré et colleté d'une couronne d'or (Stormarn), au 3 de gueules, au cavalier armé d'argent (Dithmarse), au 4 de gueules à la tête de cheval coupée d'or (Lauenbourg) ; sur-le-tout-du-tout parti d'or à deux fasces de gueules (Oldenbourg) et d'azur, à la croix pattée, au pied fiché d'or (Delmenhorst) |
|        | Frédéric IX de Danemark (1899-1972), roi de Danemark (1947-1972). Écartelé : à la croix pattée d'argent bordée de gueules, qui est le Danebrog, cantonnée en I, d'or, à neuf cœurs de gueules, posés en trois pals, à trois lions léopardés d'azur, armés et lampassés de gueules, couronnés du champ, brochant sur-le-tout (Danemark) ; en II, d'or, à deux lions léopardés d'azur, armés et lampassés de gueules (Schleswig) ; en III, coupé : au A d'azur, à trois couronnes d'or (Suède moderne) et au B parti d'azur à un bélier d'argent passant lampassé de gueules et armé d'or et cousu d'azur à un ours polaire passant d'argent armé du premier ; en IV, coupé d'or au lion léopardé d'azur soutenu de neuf cœurs de gueules ordonnés 5 et 4 (royaume des Goths) et de gueules au dragon d'or (royaume des Vandales) ; sur-le-tout écartelé au 1 de gueules, à la feuille d'ortie d'argent (Holstein) au 2 de gueules, au cygne d'argent, becqué, membré et colleté d'une couronne d'or (Stormarn), au 3 de gueules, au cavalier armé d'argent (Dithmarse), au 4 de gueules à la tête de cheval coupée d'or (Lauenbourg) ; sur-le-tout-du-tout parti d'or à deux fasces de gueules (Oldenbourg) et d'azur, à la croix pattée, au pied fiché d'or (Delmenhorst) |
|        | Marguerite II de Danemark (née en 1940), reine de Danemark (depuis 1972). Ecartelé : à la croix d'argent bordée de gueules, qui est le Danebrog, cantonnée en 1 et 4, d'or, à neuf cœurs de gueules, posés en trois pals, à trois lions léopardés d'azur, armés et lampassés de gueules, couronnés du champ, brochant sur-le-tout (Danemark moderne) ; en 2, d'or, à deux lions léopardés d'azur, armés et lampassés de gueules (Schleswig) ; en 3, coupé d'azur, à trois couronnes d'or (Suède moderne), et parti à dextre d'azur, à un bélier passant d'argent, lampassé de gueules, armé et corné d'or (îles Féroé), et à senestre, à un ours polaire d'argent armé et lampassé du même (Groenland) ; sur-le-tout, d'or, à deux fasces de gueules (Oldenbourg). |
|        | Henri de Laborde de Monpezat (1934-2018), prince consort de Danemark (1972-2016). Ecartelé : en 1 et 4, d'or, à neuf cœurs de gueules, posés en trois pals, à trois lions léopardés d'azur, armés et lampassés de gueules, couronnés du champ, brochant sur-le-tout (Danemark) en 2 et 3 de gueules, au lion rampant d'or surmonté de trois étoiles du même rangées en chef (Monpezat). |
|        | Frédéric de Danemark (né en 1968), prince héritier de Danemark (depuis 1972). Ecartelé : à la croix d'argent bordée de gueules, qui est le Danebrog, cantonnée en 1 et 4, d'or, à neuf cœurs de gueules, posés en trois pals, à trois lions léopardés d'azur, armés et lampassés de gueules, couronnés du champ, brochant sur-le-tout, qui est de Danemark moderne ; en 2, d'or, à deux lions léopardés d'azur, armés et lampassés de gueules, qui est de Schleswig ; en 3, coupé d'azur, à trois couronnes d'or, qui est de Suède moderne, et parti à dextre d'azur, à un bélier passant d'argent, lampassé de gueules, armé et corné d'or, qui est des îles Féroé, et à senestre, à un ours polaire d'argent armé et lampassé du même, qui est du Groenland ; sur-le-tout, d'or, à deux fasces de gueules, qui est d'Oldenbourg. |
|        | Marie Donaldson (née en 1972), princesse héritière de Danemark (depuis 2004). Parti : au I écartelé : à la croix d'argent bordée de gueules, qui est le Danebrog, cantonnée en 1 et 4, d'or, à neuf cœurs de gueules, posés en trois pals, à trois lions léopardés d'azur, armés et lampassés de gueules, couronnés du champ, brochant sur-le-tout (Danemark moderne) ; en 2, d'or, à deux lions léopardés d'azur, armés et lampassés de gueules (Schleswig) ; en 3, coupé d'azur, à trois couronnes d'or (Suède moderne), et parti à dextre d'azur, à un bélier passant d'argent, lampassé de gueules, armé et corné d'or (îles Féroé), et à senestre, à un ours polaire d'argent armé et lampassé du même, qui est du Groenland ; sur-le-tout, d'or, à deux fasces de gueules (Oldenbourg) ; au II d'or, à une aigle de gueules becquée et membrée d'azur et chargée d'une galère de sable (clan Donald), au chef d'azur chargé d'une rose d'or accostée de deux étoiles de la fédération du même. |
|        | Joachim de Danemark (né en 1969), prince de Danemark, comte de Monpezat. Ecartelé : à la croix d'argent bordée de gueules, qui est le Danebrog, cantonnée en 1 et 4, d'or, à neuf cœurs de gueules, posés en trois pals, à trois lions léopardés d'azur, armés et lampassés de gueules, couronnés du champ, brochant sur-le-tout, qui est de Danemark moderne ; en 2, d'or, à deux lions léopardés d'azur, armés et lampassés de gueules, qui est de Schleswig ; en 3, coupé d'azur, à trois couronnes d'or, qui est de Suède moderne, et parti à dextre d'azur, à un bélier passant d'argent, lampassé de gueules, armé et corné d'or, qui est des îles Féroé, et à senestre, à un ours polaire d'argent armé et lampassé du même, qui est du Groenland ; sur-le-tout-du-tout parti d'or, à deux fasces de gueules, qui est d'Oldenbourg et de gueules, au lion rampant d'or surmonté de trois étoiles du même rangées en chef, qui de Monpezat. |
|        | Alexandra Manley (née en 1964), princesse de Danemark (1995-2005), comtesse de Frederiksborg (depuis 2005). Ecartelé au 1 et 4 de gueules au dragon chinois d'argent, la tête contournée et au 2 et 3 d'argent à une orchidée posée en pal d'azur. |
|        | Marie Cavallier (née en 1976), princesse de Danemark, comtesse de Monpezat. Parti : au I écartelé : à la croix d'argent bordée de gueules, qui est le Danebrog, cantonnée en 1 et 4, d'or, à neuf cœurs de gueules, posés en trois pals, à trois lions léopardés d'azur, armés et lampassés de gueules, couronnés du champ, brochant sur-le-tout, qui est de Danemark moderne ; en 2, d'or, à deux lions léopardés d'azur, armés et lampassés de gueules, qui est de Schleswig ; en 3, coupé d'azur, à trois couronnes d'or, qui est de Suède moderne, et parti à dextre d'azur, à un bélier passant d'argent, lampassé de gueules, armé et corné d'or, qui est des îles Féroé, et à senestre, à un ours polaire d'argent armé et lampassé du même, qui est du Groenland ; sur-le-tout, d'or, à deux fasces de gueules, qui est d'Oldenbourg ; au II d'argent, au cavalier d'azur accompagné de trois cœurs de gueules couper d'une fleur de lys. |

### RameauComtes et comtesses de Rosenborg
| Figure | Nom du prince et blasonnement |
|        | Comtes et comtesses de Rosenborg: dans la monarchie danoise, les comtes et comtesses de Rosenborg sont d’anciens membres de la famille royale, qui ont été exclus et qui ne sont plus considérés comme dynastes au regard de la succession au trône de Danemark. Les descendants des comtes exclus sont aussi à titre héréditaire et par voie masculine comtes de Rosenborg. Leur exclusion est principalement liée au non consentement du mariage par le monarque danois, qui peut rétrograder le prince en vertu de la constitution du Danemark de 1953 et selon l’article 5 de la loi de succession. Ecartelé: en I et IV, d'or, à trois cœurs de gueules, posés en un pal, à un lion léopardés d'azur, armés et lampassés de gueules, couronnés du champ, brochant sur-le-tout (de Danemark) en II et III de gueles au château d'argent au centre des Tours d'une rose de argent; sur-le-tout-du-tout d'or à deux fasces de gueules (de Oldenbourg) Armes portées par: Comme les descendants par voie féminine, les comtesses consorts de Rosenborg ne sont pas comptabilisées dans la généalogie - Christian X de Danemark (1870-1947) - Prince Knud de Danemark (1900-1976) - Princesse Elisabeth de Danemark (1935) - Comte Ingolf de Rosenborg (1940) - Comte Christian de Rosenborg (1942-2013) - Comtesse Josephine de Rosenborg (1972) - Comtesse Camilla de Rosenborg (1972) - Comtesse Feodora de Rosenborg (1975) - Frédéric VIII de Danemark (1843-1912) - Prince Harald de Danemark (1876-1949) - Prince Oluf de Danemark (en) (1923-1990) - Comte Ulrik de Rosenborg (1950) - Comtesse Katharina de Rosenborg (1981) - Comte Philip de Rosenborg (1986) - Comtesse Charlotte de Rosenborg (1953) - Christian IX de Danemark (1818-1906) - Prince Valdemar de Danemark (1858-1939) - Prince Axel de Danemark (1888-1964) - Prince George de Danemark (1920-1986) - Comte Flemming de Rosenborg (1922-2002) - Comte Axel de Rosenborg (1950) - Comtesse Julie de Rosenborg (1977) - Comte Carl Johan de Rosenborg (1979) - Comtesse Désirée de Rosenborg (1990) - Comte Alexander de Rosenborg (1993) - Comte Birger de Rosenborg (1950) - Comtesse Benedikte de Rosenborg (1975) - Comte Carl Johan de Rosenborg (1952) - Comtesse Caroline de Rosenborg (1984) - Comtesse Josefine de Rosenborg (1999) - Comtesse Désirée de Rosenborg (1955) - Comte Erik de Rosenborg (1890-1950) - Comtesse Alexandra de Rosenborg (1927-1992) - Comte Christian de Rosenborg (1932-1997) - Comte Valdemar de Rosenborg (1965) - Comte Nicolai de Rosenborg (1997) - Comtesse Marie de Rosenborg (1999) - Comtesse Marina de Rosenborg (1971) |

### Rameaud'Oldenbourg-Norvège
| Figure | Nom du prince et blasonnement |
|        | Christian Frédéric Charles Georges Waldemar Axel de Schleswig-Holstein-Sonderbourg-Glücksbourg (1872-1957), roi de Norvège (1905-1957) (Haakon VII de Norvège), De gueules, au lion couronné d'or, tenant dans ses pattes une hache d'argent, emmanchée du second. |

### Rameaud'Oldenbourg-Grèce
| Figure | Nom du prince et blasonnement |
|        | Christian Guillaume Ferdinand Adolphe de Schleswig-Holstein-Sonderbourg-Glücksbourg (1845-1916), roi des Hellènes (Georges Ier de Grèce) (1863-1913) D'azur, à la croix alésée d'argent (de Grèce), sur-le-tout écartelé Glücksbourg/Glucksborg simplifié : à la croix pattée d'argent bordée de gueules, qui est le Danebrog, cantonnée en I, d'or, à neuf cœurs de gueules, posés en trois pals, à trois lions léopardés d'azur, armés et lampassés de gueules, couronnés du champ, brochant sur-le-tout (de Danemark) ; en II, d'or, à deux lions léopardés d'azur, armés et lampassés de gueules (de Schleswig) ; en III,de gueules, à la feuille d'ortie d'argent (de Holstein), en IV de gueules à la tête de cheval coupée d'or (de Lauenbourg) ; sur-le-tout-du-tout parti d'or à deux fasces de gueules (de Oldenbourg) et d'azur, à la croix pattée, au pied fiché d'or (de Delmenhorst) version simples: D'azur, à la croix alésée d'argent (de Grèce) - Armes portées ensuite par : - Constantin Ier, *1868 +1913, roi des Hellènes 1913 — 1917 - Alexandre Ier, *1893 +1920, roi des Hellènes 1917 — 1920 - Georges II, *1890 +1947, roi des Hellènes 1922 - 1924, 1935 - 1947 |
|        | Constantin Ier (1868-1913), roi des Hellènes (1913-1917) armes comme commandeur-en-chef des armées de Grèce D'azur, à la croix alésée d'argent (de Grèce), sur-le-tout écartelé Glücksbourg/Glucksborg simplifié : à la croix pattée d'argent bordée de gueules, qui est le Danebrog, cantonnée en I, d'or, à neuf cœurs de gueules, posés en trois pals, à trois lions léopardés d'azur, armés et lampassés de gueules, couronnés du champ, brochant sur-le-tout (de Danemark) ; en II, d'or, à deux lions léopardés d'azur, armés et lampassés de gueules (de Schleswig) ; en III,de gueules, à la feuille d'ortie d'argent (de Holstein), en IV de gueules à la tête de cheval coupée d'or (de Lauenbourg) ; sur-le-tout-du-tout parti d'or à deux fasces de gueules (de Oldenbourg) et d'azur, à la croix pattée, au pied fiché d'or (de Delmenhorst) avec deuxs batons un Marshal de Grèce |
|        | Georges II de Denmark et Grèce (1890-1947), roi des Hellènes (Georges II de Grèce) (1922-1924, 1935-1947) armes après 1936 D'azur, à la croix alésée d'argent (de Grèce), sur-le-tout écartelé : à la croix pattée d'argent bordée de gueules, qui est le Danebrog, cantonnée en I, d'or, à neuf cœurs de gueules, posés en trois pals, à trois lions léopardés d'azur, armés et lampassés de gueules, couronnés du champ, brochant sur-le-tout (de Danemark) ; en II, d'or, à deux lions léopardés d'azur, armés et lampassés de gueules (de Schleswig) ; en III, coupé : À d'azur, à trois couronnes d'or (de Suède moderne) et B coupé de gueules à une peau de morue d'argent tenue en pal par une traverse de sable, le tout couronné d'or et coupé d'azur à un bélier d'argent passant lampassé de gueules et armé d'or et d'azur à un ours polaire d'argent armé du premier ; en IV, coupé d'or au lion léopardé d'azur soutenu de neuf cœurs de gueules ordonnés 5 et 4 (du Royaume des Goths) et de gueules au dragon d'or (du Royaume des Vandales) ; sur-le-tout écartelé au 1 de gueules, à la feuille d'ortie d'argent (de Holstein) au 2 de gueules, au cygne d'argent, becqué, membré et colleté d'une couronne d'or (Stormarn), au 3 de gueules, au cavalier armé d'argent (Dithmarse), au 4 de gueules à la tête de cheval coupée d'or (de Lauenbourg) ; sur-le-tout-du-tout parti d'or à deux fasces de gueules (de Oldenbourg) et d'azur, à la croix pattée, au pied fiché d'or (de Delmenhorst). - Armes portées ensuite par : - Constantin Ier, *1868 +1913, roi des Hellènes 1913 — 1917 - Constantin II *1940, roi des Hellènes 1964 - 1974, roi en exil |
|        | Armes d'un prince héritier (Diadoque) de la Grèce en Duc de Sparte, D'azur, à la croix alésée d'argent (de Grèce), sur-le-tout d'or, à neuf cœurs de gueules, posés en trois pals, à trois lions léopardés d'azur, armés et lampassés de gueules, couronnés du champ, brochant sur-le-tout (de Danemark), avec un lambel d'argent - Armes portées ensuite par : - Constantin Ier, *1868 +1913, Diadoque 1868 - 1913 - Georges II, *1890 +1947, Diadoque 1920 - 1922 - Paul Ier, *1901 +1964, Diadoque 1922 - 1947 - Constantin II *1940, Diadoque 1940 - 1964 - Irène *1942, Diadoque 1964 - 1965 - Alexia *1965, Diadoque 1965 - 1967 - Paul de Grèce *1967, Diadoque 1967 - 1974, en exil après |
|        | Armes d'un prince héritier de la Grèce , D'azur, à la croix alésée d'argent (de Grèce), sur-le-tout d'or, à neuf cœurs de gueules, posés en trois pals, à trois lions léopardés d'azur, armés et lampassés de gueules, couronnés du champ, brochant sur-le-tout (de Danemark) |
|        | Armes d'une princesse héritière de la Grèce , D'azur, à la croix alésée d'argent (de Grèce), sur-le-tout d'or, à neuf cœurs de gueules, posés en trois pals, à trois lions léopardés d'azur, armés et lampassés de gueules, couronnés du champ, brochant sur-le-tout (de Danemark) |
|        | Sophía Margaríta Viktoría Frideríki tis Elládas (née en 1938), princesse de Grèce et de Danemark, princesse d'Espagne, puis reine consort d'Espagne (depuis 1975), Parti en I, écartelé au 1 de gueules au château d'or couvert et ajouré d'azur (de Castille), au 2 d'argent au lion de gueules armé, lampassé et couronné d'or (de León), au 3 d'or aux quatre pals de gueules, qui est de Aragon, au 4 de gueules aux chaînes d'or posées en orle, en croix et en sautoir, chargées en cœur d'une émeraude au naturel (de Navarre), accompagné en pointe d'argent à une pomme grenade de gueules tigé et feuillé de sinople (de Grenade) et sur le tout d'azur aux trois fleurs de lys d'or à la bourdure de gueules (d'Anjou) et en II, D'azur, à la croix alésée d'argent (de Grèce), sur-le-tout écartelé : à la croix pattée d'argent bordée de gueules, qui est le Danebrog, cantonnée en I, d'or, à neuf cœurs de gueules, posés en trois pals, à trois lions léopardés d'azur, armés et lampassés de gueules, couronnés du champ, brochant sur-le-tout (de Danemark) ; en II, d'or, à deux lions léopardés d'azur, armés et lampassés de gueules (de Schleswig) ; en III, coupé : À d'azur, à trois couronnes d'or (de Suède moderne) et B coupé de gueules à une peau de morue d'argent tenue en pal par une traverse de sable, le tout couronné d'or et coupé d'azur à un bélier d'argent passant lampassé de gueules et armé d'or et d'azur à un ours polaire d'argent armé du premier ; en IV, coupé d'or au lion léopardé d'azur soutenu de neuf cœurs de gueules ordonnés 5 et 4 (du Royaume des Goths) et de gueules au dragon d'or (du Royaume des Vandales) ; sur-le-tout écartelé au 1 de gueules, à la feuille d'ortie d'argent (de Holstein) au 2 de gueules, au cygne d'argent, becqué, membré et colleté d'une couronne d'or (Stormarn), au 3 de gueules, au cavalier armé d'argent (Dithmarse), au 4 de gueules à la tête de cheval coupée d'or (de Lauenbourg) ; sur-le-tout-du-tout parti d'or à deux fasces de gueules (de Oldenbourg) et d'azur, à la croix pattée, au pied fiché d'or (de Delmenhorst). |

### Rameau deMountbatten-Windsor,dit Windsor
| Figure | Nom du prince et blasonnement |
|        | Philippe de Grèce et du Danemark, surnommé Mountbatten (1921-2021), Prince de Grèce et du Danemark, puis Duc d'Édimbourg (selon le gouvernement canadien), comte de Merioneth (en), baron Greenwich (en), prince consort d'Élisabeth II, Prince du Royaume-Uni de Grande-Bretagne et d'Irlande du Nord, après 1949: Ecartelé, au I d'or, à neuf cœurs de gueules, posés en trois pals, à trois lions léopardés d'azur, armés et lampassés de gueules, couronnés du champ (de Danemark), au II d'azur à la croix d'argent (de Grèce), au III cousu d'argent à deux pals de sable (de Mountbatten (Battenberg)), au IV cousu d'argent au château donjonné de trois pièces, maçonné d'argent et ouvert de gueules, posé sur un mont de un copeaux (d'Édimbourg) 1947-1949: (Le blason a été considéré comme « insatisfaisant » et a été remplacé par un nouveau accordé en 1949) D'azur, à la croix alésée d'argent (de Grèce), sur-le-tout écartelé : à la croix pattée d'argent bordée de gueules, qui est le Danebrog, cantonnée en I, d'or, à neuf cœurs de gueules, posés en trois pals, à trois lions léopardés d'azur, armés et lampassés de gueules, couronnés du champ, brochant sur-le-tout (de Danemark) ; en II, d'or, à deux lions léopardés d'azur, armés et lampassés de gueules (de Schleswig) ; en III, coupé : À d'azur, à trois couronnes d'or (de Suède moderne) et B coupé de gueules à une peau de morue d'argent tenue en pal par une traverse de sable, le tout couronné d'or et coupé d'azur à un bélier d'argent passant lampassé de gueules et armé d'or et d'azur à un ours polaire d'argent armé du premier ; en IV, coupé d'or au lion léopardé d'azur soutenu de neuf cœurs de gueules ordonnés 5 et 4 (du Royaume des Goths) et de gueules au dragon d'or (du Royaume des Vandales) ; sur-le-tout écartelé au 1 de gueules, à la feuille d'ortie d'argent (de Holstein) au 2 de gueules, au cygne d'argent, becqué, membré et colleté d'une couronne d'or (Stormarn), au 3 de gueules, au cavalier armé d'argent (Dithmarse), au 4 de gueules à la tête de cheval coupée d'or (de Lauenbourg) ; sur-le-tout-du-tout parti d'or à deux fasces de gueules (de Oldenbourg) et d'azur, à la croix pattée, au pied fiché d'or (de Delmenhorst). En chef gauche: Ecartelé, en I et IV de gueules aux trois léopards d'or, en II d'or, au lion de gueules, au double trescheur fleuronné et contre-fleuronné du même et en III d'azur, à la harpe d'or, cordée d'argent, au lambel à trois pendants d'argent brochant, chargé en cœur d'une rose des Tudors, les deux autres chargés d'une moucheture d'hermine de sable . |
|        | Charles Philip Arthur George Mountbatten-Windsor (né 14 novembre 1948), Prince de Galles, duc de Cornouailles et comte de Chester, duc de Rothesay et comte de Carrick, baron de Renfrew et lord des Îles, prince et grand sénéchal d'Écosse, chevalier de l'ordre de la Jarretière, chevalier de l'ordre du Chardon, chevalier grand-croix de l'ordre du Bain, ordre du Mérite, chevalier de l'ordre d'Australie, futur George VII Ecartelé, en I et IV de gueules aux trois léopards d'or, en II d'or, au lion de gueules, au double trescheur fleuronné et contre-fleuronné du même et en III d'azur, à la harpe d'or, cordée d'argent, un lambel d'argent brochant sur la partition ; sur le tout, écartelé d'or et de gueules, à quatre lions de l'un à l'autre armés et lampassés d'azur, et surmonté de la couronne de Prince de Galles |
|        | Prince William Arthur Philip Louis de Galles (né le 21 juin 1982 au St Mary's Hospital de Paddington à Londres), Duc de Cambridge, Comte de Strathearn, baron de Carrickfergus, chevalier de l'ordre de la Jarretière. À son accession au trône, s’il garde son prénom comme nom de règne, il deviendra William V, ou en français Guillaume V si le nom de règne est traduit comme les précédents, Ecartelé, en I et IV de gueules aux trois léopards d'or, en II d'or, au lion de gueules, au double trescheur fleuronné et contre-fleuronné du même et en III d'azur, à la harpe d'or, cordée d'argent, un lambel à cinq pendants d'argent brochant sur la partition, le deuxième pendant chargé d'une coquille de gueules, qui est de Spencer |
|        | Prince Henry Charles Albert David de Galles (né le 15 septembre 1984 au St Mary's Hospital de Paddington à Londres), officier des Blues and Royals, Ecartelé, en I et IV de gueules aux trois léopards d'or, en II d'or, au lion de gueules, au double trescheur fleuronné et contre-fleuronné du même et en III d'azur, à la harpe d'or, cordée d'argent, un lambel à cinq pendants d'argent brochant sur la partition, les premier, troisième et cinquième pendants chargé d'une coquille de gueules, qui est de Spencer |
|        | Anne Elizabeth Alice Louise Laurence Mountbatten-Windsor, Princesse royale, Ecartelé, en I et IV de gueules aux trois léopards d'or, en II d'or, au lion de gueules, au double trescheur fleuronné et contre-fleuronné du même et en III d'azur, à la harpe d'or, cordée d'argent, un lambel d'argent brochant sur la partition, le premier et le troisième pendant chargés d'une Croix de saint Georges, le deuxième pendant d'un cœur, le tout de gueules. |
|        | Andrew Albert Christian Edward Mountbatten-Windsor (né le 19 février 1960), duc d'York, Ecartelé, en I et IV de gueules aux trois léopards d'or, en II d'or, au lion de gueules, au double trescheur fleuronné et contre-fleuronné du même et en III d'azur, à la harpe d'or, cordée d'argent, un lambel d'argent brochant sur la partition, le deuxième pendant chargé d'une ancre d'azur. |
|        | Princesse Beatrice Elizabeth Mary d'York (née le 8 août 1988), Ecartelé, en I et IV de gueules aux trois léopards d'or, en II d'or, au lion de gueules, au double trescheur fleuronné et contre-fleuronné du même et en III d'azur, à la harpe d'or, cordée d'argent, un lambel à cinq pendants d'argent brochant sur la partition, les premier, troisième et cinquième pendants chargé d'une abeille d'or |
|        | Princesse Eugenie Victoria Helena d'York (née le 23 mars 1990), Ecartelé, en I et IV de gueules aux trois léopards d'or, en II d'or, au lion de gueules, au double trescheur fleuronné et contre-fleuronné du même et en III d'azur, à la harpe d'or, cordée d'argent, un lambel à cinq pendants d'argent brochant sur la partition, les premier, troisième et cinquième pendants chargé d'un chardon au naturel. |
|        | Edward Antony Richard Louis Mountbatten-Windsor, (né le 10 mars 1964), 1er comte de Wessex, puis Duc d'Édimbourg pairie non héréditaire (2023) Ecartelé, en I et IV de gueules aux trois léopards d'or, en II d'or, au lion de gueules, au double trescheur fleuronné et contre-fleuronné du même et en III d'azur, à la harpe d'or, cordée d'argent, un lambel d'argent brochant sur la partition, le deuxième pendant chargé d'une rose des Tudors. |

## Branche d'Oldenbourg-Stuart
| Figure | Nom du prince et blasonnement |
| [ 22 ] | Georges de Danemark (1653-1708), Prince de Danemark, 1er Duc de Cumberland, 1er Comte de Kendal, 1er baron d'Okingham, Chevalier l'Ordre de la Jarretière (1684) Ecartelé : à la croix pattée d'argent bordée de gueules, qui est le Danebrog, cantonnée en I, d'or, à neuf cœurs de gueules, posés en trois pals, à trois lions léopardés d'azur, armés et lampassés de gueules, couronnés du champ, brochant sur-le-tout (de Danemark) ; en II, de gueules, au lion couronné d'or, tenant dans ses pattes une hache danoise d'argent, emmanchée du second (de Norvège ancien) ; en III, d'azur, à trois couronnes d'or (de Suède moderne) ; en IV, d'or au lion léopardé d'azur soutenu de neuf cœurs de gueules ordonnés 5 et 4 (du Royaume des Goths) ; en plaine, de gueules au dragon d'or (du Royaume des Vandales) ; sur-le-tout écartelé : 1, d'or, à deux lions léopardés d'azur, armés et lampassés de gueules (de Schleswig) ; 2 de gueules, à la feuille d'ortie d'argent (de Holstein) ; 3 de gueules, au cygne d'argent, becqué, membré et colleté d'une couronne d'or (Stormarn) ; 4 de gueules, au cavalier armé d'argent (Dithmarse) ; sur-le-tout-du-tout parti d'or à deux fasces de gueules (de Oldenbourg) et d'azur, à la croix pattée, au pied fiché d'or (de Delmenhorst) ; un lambel d'argent, chaque pendant chargé de trois mouchetures d'hermine de sable, brochant sur la partition |
| [ 23 ] | Guillaume de Danemark (1689-1700), Duc de Gloucester, Chevalier l'Ordre de la Jarretière (1696) Ecartelé : aux I et IV contre-écartelé d'azur à trois fleurs-de-lys-d'azur, et de gueules aux trois léopards d'or ; au II d'or, au lion de gueules, au double trescheur fleuronné et contre-fleuronné du même ; d'azur, à la harpe d'or, cordée d'argent ; sur le tout d'or, à neuf cœurs de gueules, posés en trois pals, à trois lions léopardés d'azur, armés et lampassés de gueules, couronnés du champ, brochant sur-le-tout (de Danemark) ; un label d'argent brochant sur la partition, le deuxième lambel chargé d'une Croix de saint Georges de gueules |

## Sources
- Maison d'Oldenbourg sur www.heraldique-europeenne.org,
- Armorial scandinave sur www.heraldique-europeenne.org,
- « Maison d'Oldenbourg sur web.genealogie.free.fr »(Archive.org • Wikiwix • Archive.is • Google • Que faire ?) (consulté le 21 août 2014),